# Viorel Chiriac
Viorel Chiriac (n. 9 octombrie 1962) este un fost politician român. Acesta a fost senator în legislatura 2012-2016 și deputat în legislatura 2016-2020. 